# Geschichte der United States Army
Die Geschichte der United States Army umfasst die Entwicklung der US-amerikanischen Landstreitkräfte, United States Army, vom Unabhängigkeitskrieg in den 1770er Jahren bis zur Gegenwart. Sie reicht bis in das Jahr 1774 zurück und gründet auf britischen Militärtraditionen. Die US Army war militärische Hauptstütze der territorialen Erschließung und Vereinigung der Vereinigten Staaten und entwickelte sich im 20. Jahrhundert zu einer der führenden Bodenstreitkräfte der Welt.

## Vorgeschichte bis zum Ende des 18. Jahrhunderts

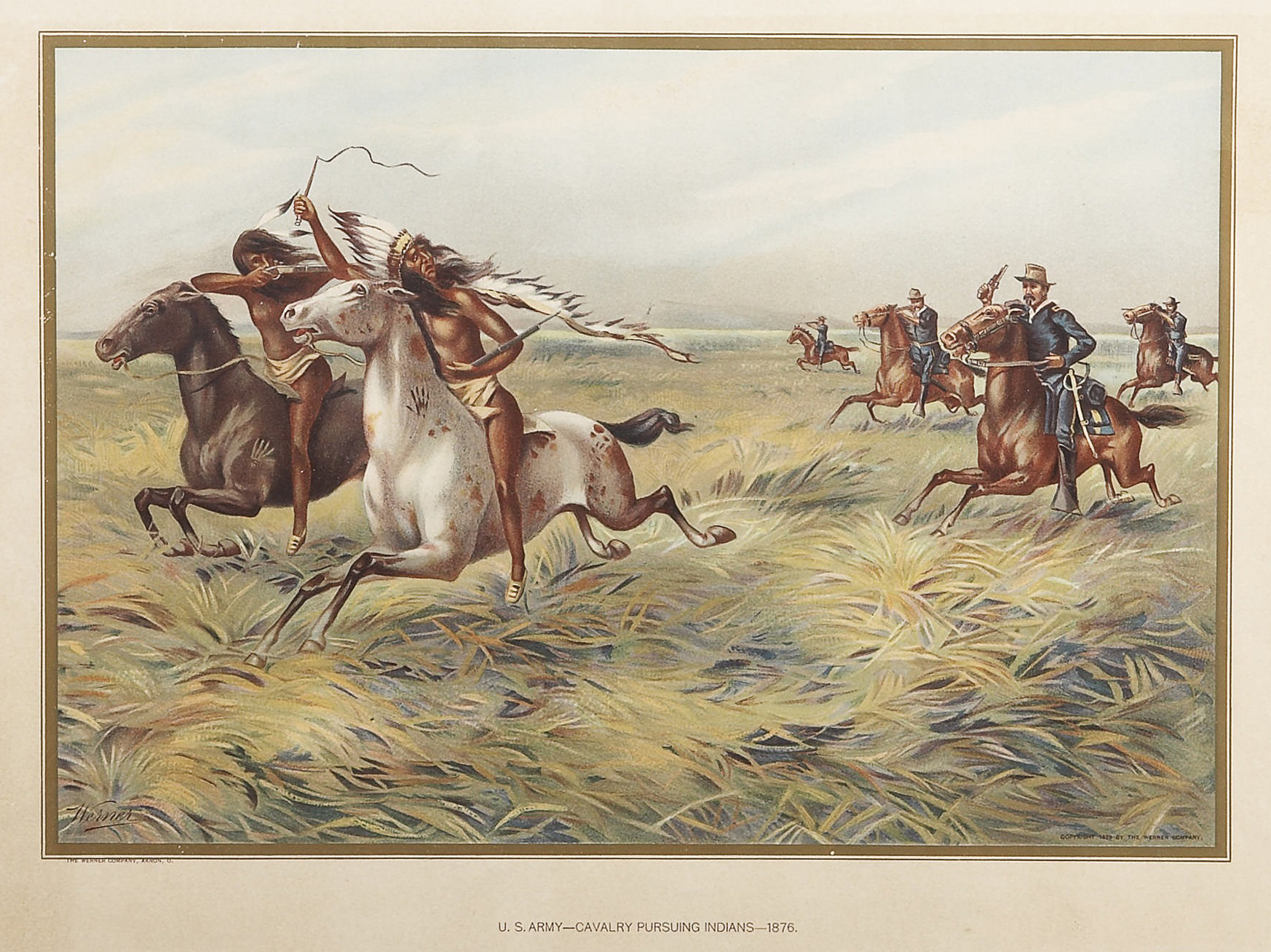
Chromolithographie zu den Indianerkriegen von 1899.

Die militärische Neuzeit auf nordamerikanischen Territorium begann mit der Ankunft der ersten Siedler im Jahre 1620. Gemäß ihrer Herkunft orientierten sich die Bewaffneten unter den Siedlern an britischen Militärtraditionen, mussten jedoch an neue Bedingungen anpassen. Dazu gehörte, dass die Ostküste im Unterschied zu Europa dünn besiedelt und dicht bewaldet war. Im Falle der Auseinandersetzung machten sich die Indianer den dichten Wald für Hinterhalte zunutze, anstatt dass sie, den Erwartungen der Siedler gemäß, sich in offene Feldschlachten begaben. Ebenso war ihre Kriegsführung nicht organisiert, bis auf kleine Zusammenschlüsse unter einem spontan auserwählten Anführer kamen weder Hierarchien noch strategische Gesamtkonzepte zustande. Die Indianerstämme lernten jedoch schnell den Wert der Musketen zu schätzen, die sie mit den Siedlern gegen dort begehrte Felle eintauschten.
Vor dem Hintergrund dieser wiederkehrenden Auseinandersetzung mit den Indianern passten sich die weißen Siedler an die Taktiken ihrer Gegner an und gingen ebenfalls dazu über, Hinterhalte zu legen. Zudem profitierten sie von der Unkenntnis der Indianer über Wachtposten und Nachtwachen. Später gingen die Siedler dazu über, sich kollektiv zu verteidigen, indem sie entlang der durch die Besiedlung konsolidierten Grenzen Forts errichteten. Das Milizsystem, das sich im britischen Mutterland nach der gewaltsamen inneren Konsolidierung durch Oliver Cromwell und die Zuwendung zur europäischen Prestigepolitik als zunehmend untauglich erwies, erfuhr in Nordamerika eine Renaissance, weil es in Zusammenhang zu einer lockeren Organisation, den neuen Taktiken und seinem Ursprung im britischen Ritterwesen individuellen Einsatz und individuelle Verantwortung betonte.
Auf diese Zeit geht auch das Wort Ranger zurück, denn zur Zeit der Indianerkriege (ab ca. 1622) gab es Berufssoldaten, die die Truppenbewegungen der Indianer von Beobachtungsposten und Forts aus beobachten sollten (von engl. to range, zu dt. hier etwa: „sich erstrecken“, aber auch „vermessen“, „erkunden“). Auch die Funktion der heutigen US Army Rangers erklärt sich durch dieses Wort, denn in offensiven Einsätzen sollten die Rangers als schnelle Aufklärer dienen und Scharmützel anzetteln, ähnlich wie die heutige Truppe vor allem schnell sein und als Vorhut dienen soll.
1747 gründete die Britische Krone die erste stehende Einheit auf amerikanischem Boden, die His Majesty’s first Independent Company of American Rangers bestand ausschließlich aus Männern aus den Kolonien. Aus ihren Einsätzen lernte diese Einheit schnell von den Franzosen und von den Taktiken der Indianer, wie z. B. den Hinterhalt oder der Kampf im Wald, denn diese waren zuvor nicht gebräuchlich. Sie kämpften in ihrer Heimat auch im Krieg gegen die Franzosen.

### Aufstellung

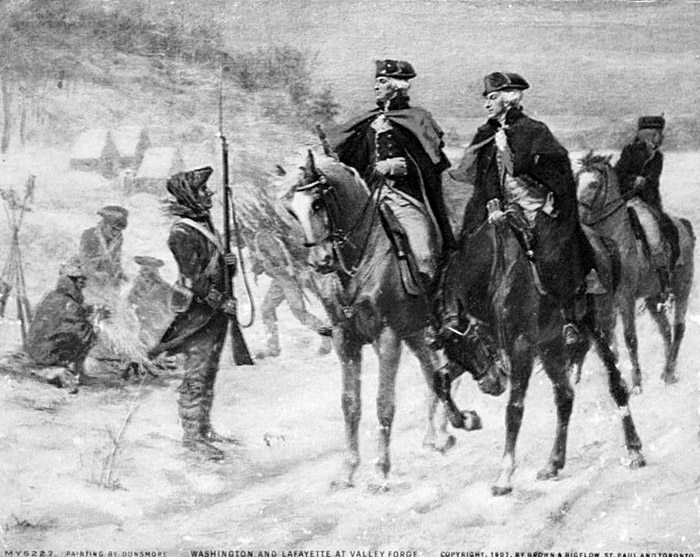
George Washington und Lafayette im Forge-Tal. Kopie eines Gemäldes von John Ward Dunsmore aus dem Jahre 1907.

Am 14. Juni 1775, nach Ausbruch des Amerikanischen Unabhängigkeitskrieges, hob der Kontinentalkongress zehn Kompanien für Operationen zu Lande aus. Er ernannte am Tag darauf George Washington zum Oberbefehlshaber der Kontinentalarmee die für die bisher unorganisierten Milizen und Freiwilligen eine Kommandostruktur bieten sollte. Sie war zu diesem Zweck in sechs regionale Departements eingeteilt. Der Kontinentalarmee stand ein erfahrenes, gut organisiertes und ausgerüstetes Kontingent der britischen Krone mit Unterstützung hessischer Söldner gegenüber. Den amerikanischen Kräften gelang es, solange einen vernichtenden Schlag der königlichen Truppen zu vermeiden, bis nach und nach die diplomatisch gewonnene Unterstützung griff. Der preußische General von Steuben verbesserte Organisation und Ausbildung der Kolonistentruppen, während der Franzose Beaumarchais die Bewaffnung entscheidend verbesserte. Derart verstärkt, begegneten die Amerikaner den Briten zunehmend in offener Feldschlacht. Deren Position verschlechterte sich durch Versorgungsschwierigkeiten und die Zerstreuung der Truppen in der Region zunehmend, sodass sie den Krieg verloren.
Das erste Regiment des stehenden Heeres entstand am 17. Juni 1784. Bis 1781 wurde die Army von einem Gremium (Board of War and Ordinance) geleitet, bevor sich die Gründung eines Ministeriums, das zunächst US Army War Department hieß, als vorteilhafter erwies. Bis zur endgültigen Abwehr der Briten starben 4.000 Heeresmitglieder. Thomas Jefferson gründete 1802 die bekannte, in West Point, New York, gelegene United States Military Academy. Sie war in den USA die erste ihrer Art und wurde auf einem der strategisch wichtigsten Vorposten des Krieges errichtet. Die US Military Academy brachte viele militärische und politische Führungspersönlichkeiten in jeder historischen Epoche des Landes hervor, unter anderem Ulysses Simpson Grant und Dwight Eisenhower.

### Ausführung deramerikanischen Indianerpolitik
Anfang 1790 wurde General Arthur St. Clair mit der Gebietsgewinnung im Gebiet der heutigen US-Bundesstaaten Indiana und Ohio und damit mit der systematischen Vertreibung der dortigen Indianer beauftragt. Dies dauerte insgesamt fünf Jahre, da St. Clair zusätzlich Befestigungen und eine bleibende militärische Infrastruktur aufbaute.
Insgesamt vertrieb die Army noch bis 1891 Indianer aus ihren Siedlungsgebieten. Im Gegensatz dazu leitet die US Army ihre Tradition z. T. auch von den Indianern ab, wie z. B. die Benennung ihrer Hubschrauber.

## 19. Jahrhundert

### Britisch-Amerikanischer Krieg von 1812
Im Nachgang des Unabhängigkeitskrieges nutzte die britische Krone ihre Seemacht dazu, der jungen nordamerikanischen Nation ihre Verwundbarkeit zur See zu demonstrieren. Trotz der im Jahr 1802 von US-Präsident James Monroe verkündeten Monroe-Doktrin, die getrennte Interessensphären Europas von denen der Neuen Welt und gegenseitige Nichteinmischung proklamierte, rekrutierte die Royal Navy weiterhin amerikanische Seeleute, griff auf amerikanische Schiffe über und behinderte den Überseehandel der USA. Diese Ereignisse nahm der damalige Präsident James Madison am 18. Juni 1812 zum Anlass, Großbritannien den Krieg zu erklären, mit dem Ziel, den Osten Kanadas zu erobern. Ebenso wie die Marine war auch das Heer dem britischen Gegenüber unterlegen, spekulierte jedoch auf den Überraschungseffekt, die Ortskenntnis und den stärkeren politischen Willen.
Die meisten Kämpfe zwischen den beiden Nationen fanden an der Grenze zwischen den USA und dem heutigen Kanada und in der Gegend der Chesapeake Bay statt. Es gelang den zunächst desorganisierten und schlecht ausgerüsteten Amerikanern jedoch nicht, einen entscheidenden Sieg über die Briten zu erringen, obwohl das Heer sich im Laufe des Krieges professionalisierte. Zum ersten Mal spielten Artillerieeinheiten der Army eine gewichtige Rolle in den Schlachten. Das Ziel, Nordamerika endgültig von den mittlerweile verhassten Briten zu befreien, wurde nicht erreicht, die geplante britische Eroberung von Baltimore und New Orleans (letztere mit Hilfe der Franzosen) hingegen abgewendet. Ein weitaus massiverer Einsatz der Briten in Nordamerika war allerdings zu befürchten, sodass der Frieden von Gent geschlossen wurde. Es hatten fast 290.000 Mann im Krieg gegen die Briten gedient, 2.000 Army-Soldaten starben.

### Mexikanisch-Amerikanischer Krieg

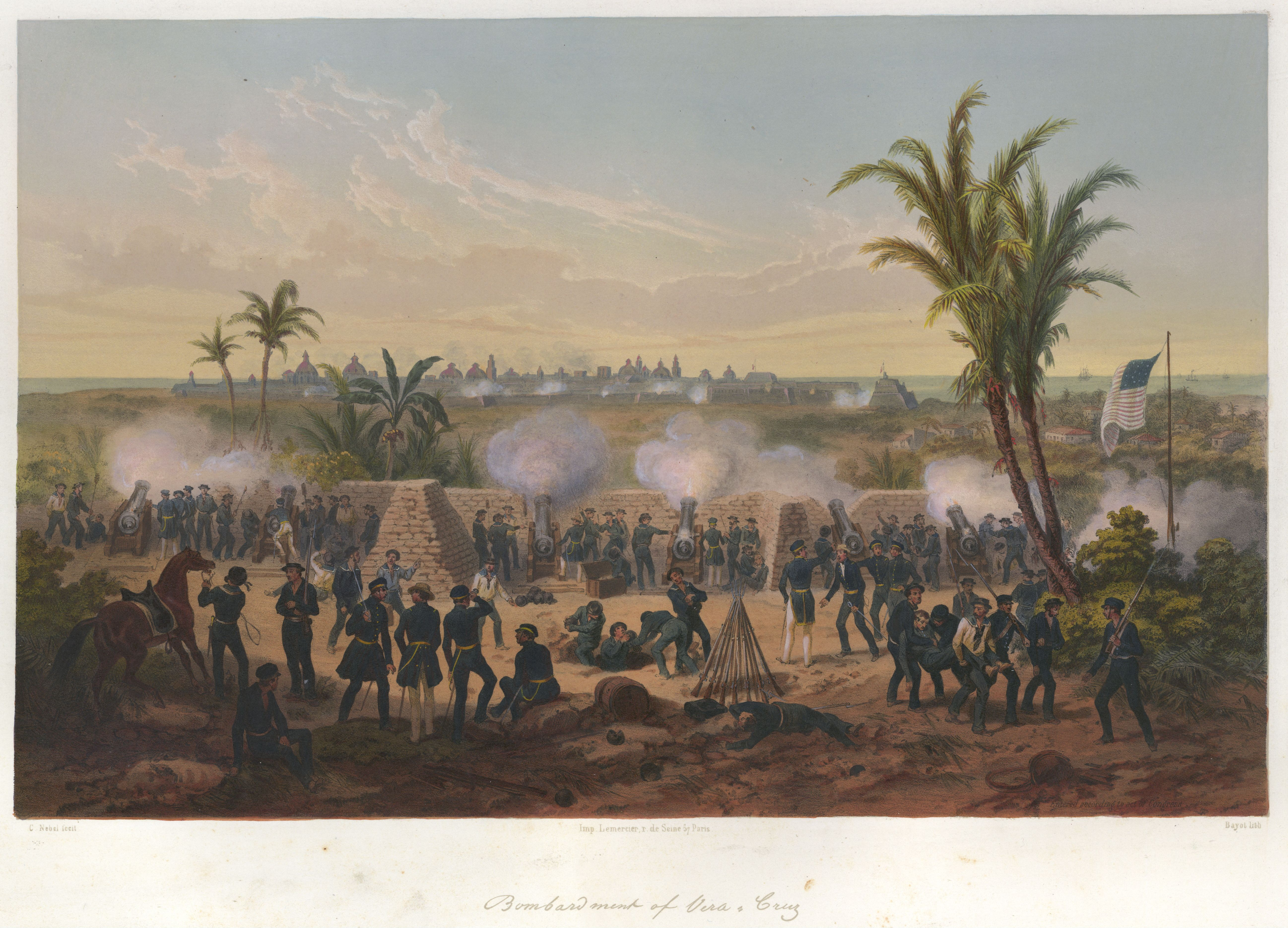
Belagerung von Veracruz im März 1847. Lithographie nach einem Gemälde von Carl Nebel

Bis zu den 1840ern war die Army eine kleine, aber schlagkräftige Bodenstreitkraft geworden. In dieser Zeit machten die Vereinigten Staaten Gebietsansprüche gegenüber Mexiko geltend, nachdem sie Texas 1845 in die Union aufgenommen hatten, welches sich 1836 für unabhängig erklärt hatte. In der militärischen Auseinandersetzung mit dem südlichen Nachbarn, die von 1846 bis 1848 andauerte, eroberte die Army nicht nur die restlichen Gebiete von Texas, sondern auch die Region des heutigen US-Bundesstaates New Mexico. Es war der erste Einsatz des Heeres, der überwiegend auf fremdem Territorium stattfand. Die Entfernung vom bisherigen Staatsgebiet stellte während der Kämpfe eine gewaltige logistische Herausforderung für die noch junge Streitmacht dar und machte nach der Kapitulation der Mexikaner die erste jemals von den USA eingesetzte Militärverwaltung erforderlich. Im direkten Vergleich waren die Mexikaner zwar zahlenmäßig überlegen, demgegenüber verfügte die Army jedoch über eine effiziente Artillerie und überlegene Taktiken. Die territoriale Bedrängung der Navajo ging mit dem laufenden Krieg Hand in Hand, hielt jedoch bis 1853 an. Von 79.000 gedienten Heeressoldaten starben 1.700 im Kampf und 11.601 an anderen Ursachen.

### Amerikanischer Bürgerkrieg
Die im Jahre 1861 angegangene Sezession der Konföderierten Staaten zerriss das Heer ebenso wie das übrige Militär und die Gesellschaft der Vereinigten Staaten im Allgemeinen. Viele bekannte und erfahrene Offiziere des Heeres wie Lee und Grant, die teilweise Jahrzehnte in Kameradschaft gedient hatten, traten gegeneinander an.

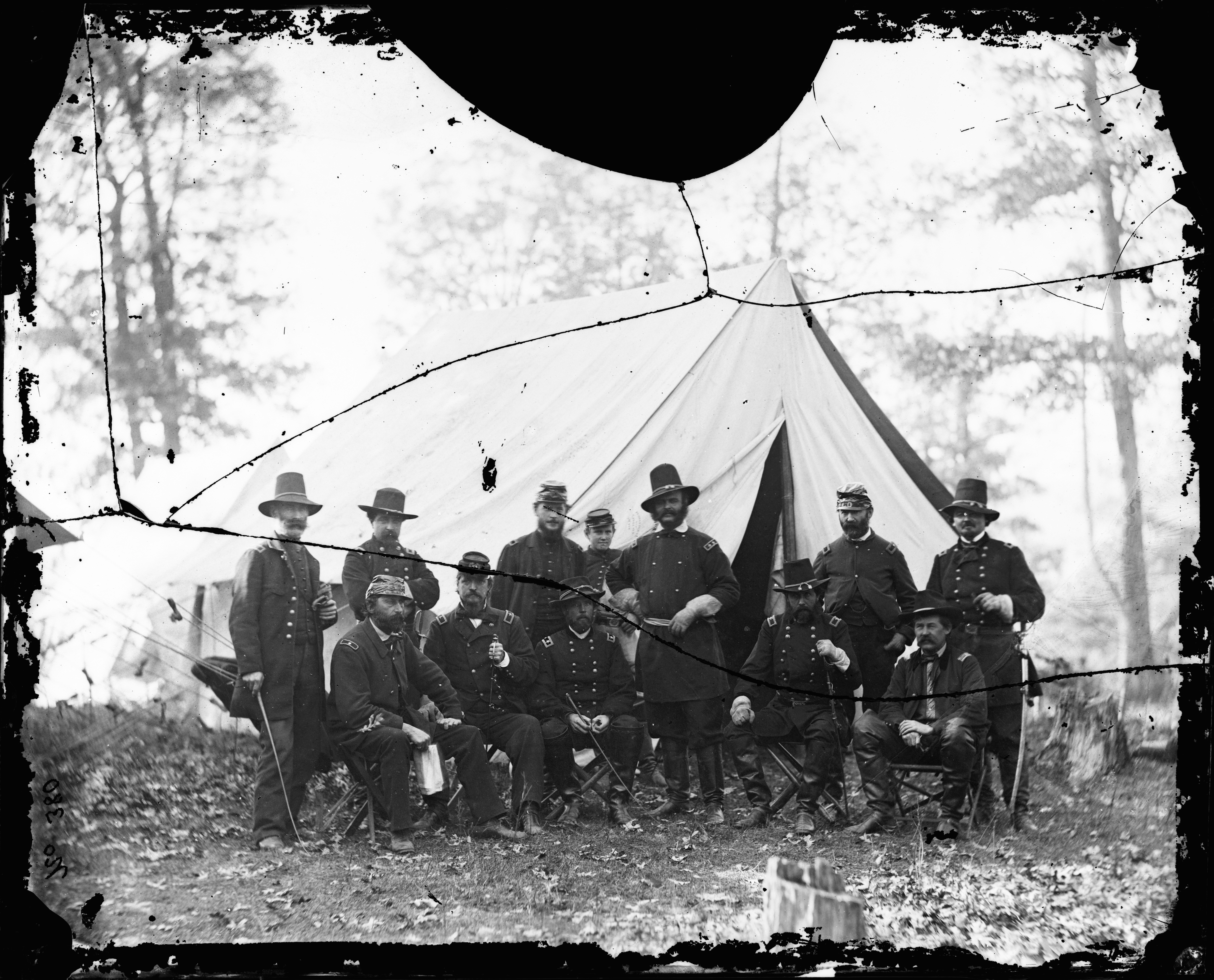
Befehlshaber der Army of the Potomac v. li. n. re., soweit identifiziert: Burnside, Hancock, Couch, Ferro, Patrick, Wilcox, Cochrane, Buford.

Für den Bürgerkrieg mussten beide Seiten, aufgrund der unzureichenden Größe der Teile des gespaltenen Nationalheeres, ihre Armeen von Grund auf neu aufbauen. Vor dem Hintergrund, dass der Sezessionskrieg der erste militärische Konflikt im jungen Industriezeitalter darstellte, veränderte sich die Kriegsführung auf beiden Seiten stark. Während technische Verbesserungen an den Vorderladern und den Artilleriekanonen den Anwendern Vorteile hinsichtlich der Zuverlässigkeit und der Trefferquote mit sich brachten, stellten sie für bestimmte Waffengattungen wie die Infanterie und die Kavallerie eine besondere Bedrohung dar, die ihren entsprechenden Blutzoll forderten. Die Schlacht von Shiloh forderte daher mehr Menschenleben als der gesamte Unabhängigkeitskrieg. Darüber hinaus vertraute die United States Army ebenso wie ihr Gegenstück zum ersten Mal auf die massive Verlegung von Truppen per Eisenbahn. Die Wehrpflicht unterstützte beide Seiten in ihrem Aufbau von Massenheeren.
Im ersten industriellen Krieg der Neuzeit konkurrierten die beiden Armeen gleichwohl über den Wert der Kampfkraft hinaus. Auch außerhalb des Schlachtfeldes begann ein sozialer und propagandistischer Wettlauf, beispielsweise um die größere Tradition oder das bessere soziale Umfeld für den Einzelnen. Die Unterschiede zwischen Konföderierten und Unionstruppen waren aber gering. Nach dem Sieg der Nordstaaten wurde die Südarmee aufgelöst, ehemalige Mitglieder wurden zum Teil in die Unionsarmee integriert. Bei der Union hatten 2,128 Mio. Soldaten in der Army gedient, davon starben 360.000. Die Konföderierten führten weniger genau Buch über ihre Verluste, sie werden auf 200.000 geschätzt, Tod durch Krankheit u. Ä. jeweils eingerechnet. Ihre Stärke soll zwischen 750.000 und 1 Mio. betragen haben.

### Spanisch-Amerikanischer Krieg

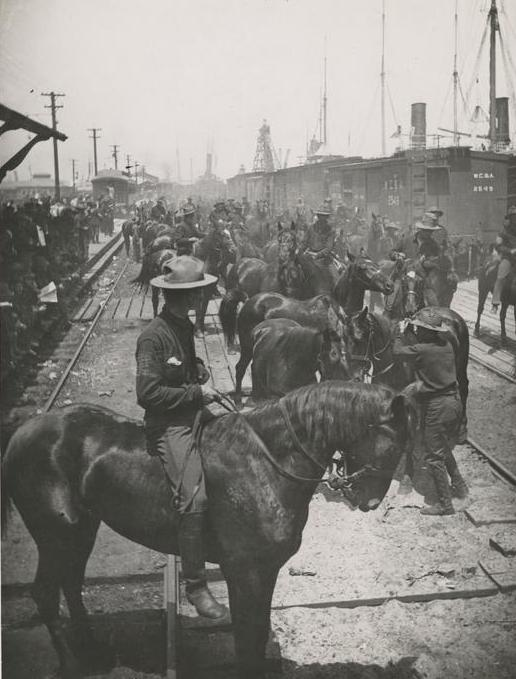
Ein Kavallerieverband erreicht seinen vorläufigen Stützpunkt in Tampa, Florida

Im auslaufenden 19. Jahrhundert war die innere Konsolidierung der Vereinigten Staaten größtenteils abgeschlossen. Aufgrund ihres wirtschaftlichen Potenzials entwickelten sich die Vereinigten Staaten zu einer Großmacht, was zu Spannungen mit dem zerfallenden spanischen Weltreich führte. Seit Mitte des 19. Jahrhunderts sah sich Spanien mit nationalistischen oder panamerikanischen Aufständen in ganz Lateinamerika konfrontiert. Von einer Mischung aus wirtschaftlichen hegemonialen und imperialistischen Interessen und einer panamerikanischen, humanitären und idealistischen Besorgnis angetrieben, erklärten die Vereinigten Staaten nach mehreren maritimen Konfrontationen und gegenseitigen Provokationen dem spanischen Königreich Ende April 1898 den Krieg. Noch am Bild eines Heeres orientiert, welches ein notwendiges Übel in Kriegszeiten darstellt, war die Army auf den Krieg schlecht vorbereitet, zumal er in Übersee(Karibisches Meer, Pazifischer Ozean) stattfand. Daher erwies es sich als glücklicher Umstand für die Landstreitkräfte, dass die Marine des Landes wesentlich besser gerüstet war und deshalb die Hauptlast des Krieges zu tragen hatte.
Ab dem 16. April 1898 wurden Truppenteile des Heeres an die Küste verlegt. Am 20. Juni gingen knapp 16.000 Mann unter General Shafter in Daiquiri auf Kuba an Land, um Kurs auf Santiago zu nehmen. Bis zum Ende des Juli 1898 hatten knapp 11.000 Heeressoldaten die Philippinen, den ersten Schauplatz der spanisch-amerikanischen Auseinandersetzung besetzt. Manila fiel am 13. August. Unter General Miles landeten knapp 8.000 Mann bei Guánica auf Puerto Rico, dessen zweitgrößte Stadt Ponce drei Tage später an seine Truppe fiel. Im Spanisch-Amerikanischen Krieg waren weniger als 400 Personen im Gefecht getötet worden, 5.000 starben durch andere Ursachen. Es hatten 281.000 Mann in der Army gedient. Aus den militärischen Erfahrungen heraus, die die Army im Spanisch-Amerikanischen Krieg hinzugewann, gründete Kriegsminister Elihu Root am 27. November 1901 das Army War College.

## 20. Jahrhundert

### Phase der Kurzinterventionen
Anfang des 20. Jahrhunderts wurde die Army einer Modernisierung unterzogen, die jedoch nur eine relative Angleichung an den internationalen Standard erreichte, da die Verbesserungen überwiegend technischer Natur waren. Gleichzeitig bahnte sich eine Reihe von Kurzinterventionen für amerikanische Interessen an, die bis in 1930er dauern sollte. An den so genannten Bananenkriegen in der Karibik nahm die Army nicht teil, dort übernahmen die Marines den Kampf zu Lande, sehr wohl aber u. a. an der Grenze zu Mexiko, in China oder auf Samoa.

### Erster Weltkrieg

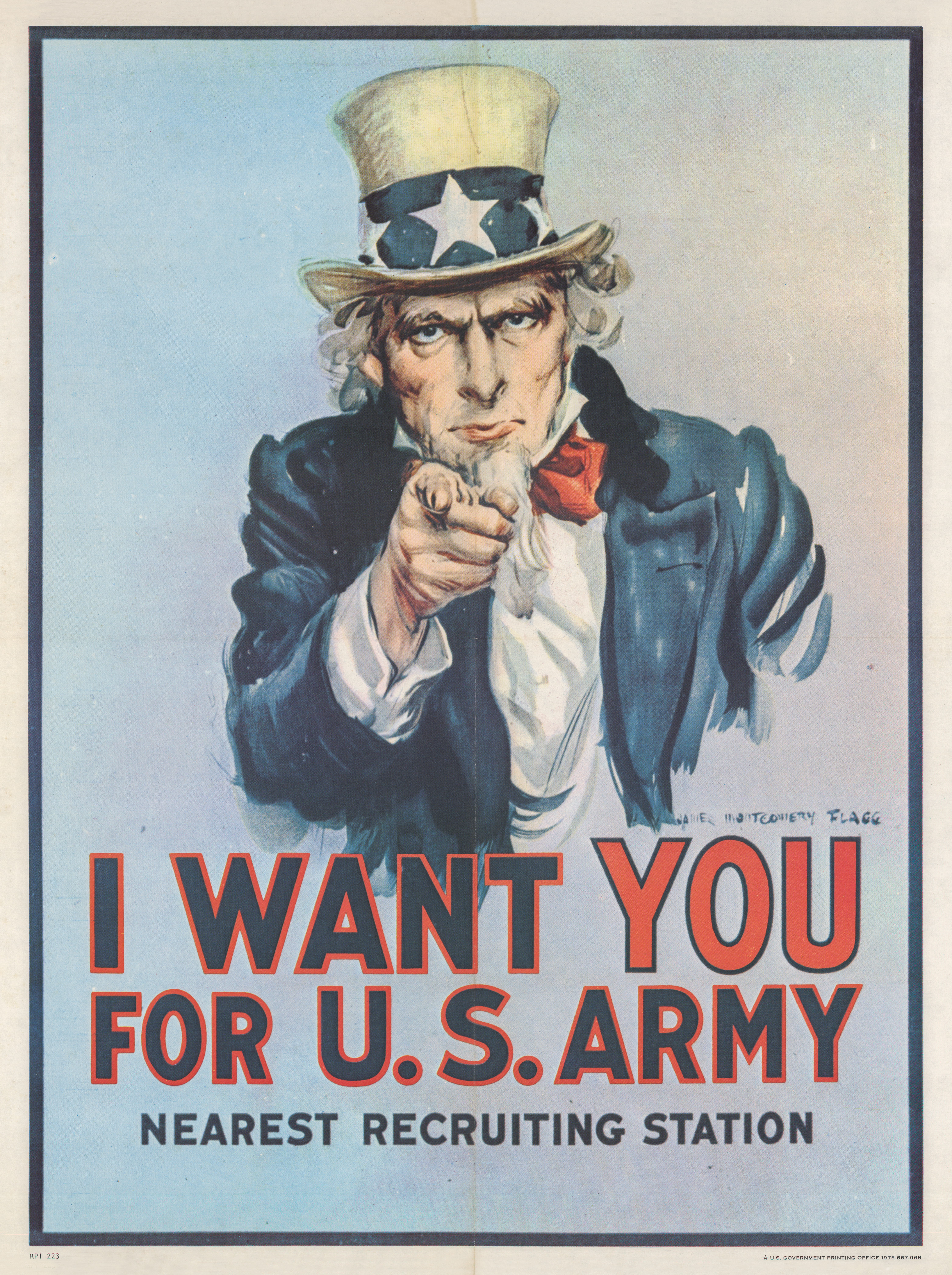
Rekrutenwerbung der US Army während des Ersten Weltkrieges

Nach dem Eintritt der USA in den Ersten Weltkrieg musste ein geeignetes Massenheer erst geschaffen werden, denn die Armee umfasste aufgrund der weitverbreiteten Abneigung gegen eine zu starke zentrale Staatsgewalt nur wenige (XXX Tausend) Berufssoldaten. Die bisherige United States Army wurde vom United States War Department um Wehrpflichtige und Freiwillige erweitert. Dieses Heer wurde nun offiziell National Army genannt. Der Mangel an Führungskräften bedingte den schnellen Aufstieg vieler Offiziere, aus denen später einige berühmte Heerführer des Zweiten Weltkriegs hervorgegangen sind.
Seit 1917 kämpften amerikanische Soldaten in Frankreich gegen das deutsche Heer. Im Jahr 1918 wuchs die Expeditionsstreitmacht allmählich auf Millionenstärke an, jeden Monat wurden hunderttausende Soldaten über den Atlantik gebracht. Die Meuse-Argonne-Offensive im Herbst 1918 war der größte militärische Erfolg der US-Truppen unter General John J. Pershing und durchbrach die deutsche Westfront bei Verdun. Von November 1918 bis Mai 1919 besetzten amerikanische Soldaten eine Zone im heutigen Rheinland-Pfalz in der Umgebung der Stadt Trier. Insgesamt 115.000 GIs starben im Ersten Weltkrieg, die meisten davon aufgrund Krankheiten wie der Spanischen Grippe in den heimatlichen Ausbildungslagern und in Europa. Etwa 50.000 Mann kamen bei den Kampfhandlungen in Europa ums Leben. Vor allem das materielle und personelle Übergewicht des Heeres beschleunigte den Sieg der alliierten und assoziierten Mächte. 1920 wurde die National Army aufgelöst und die militärischen Kapazitäten der USA zu Land auf den Stand der United States Army zurückgeführt. Auch wurden alle Beförderungen, die von 1917 bis 1920 erteilt wurden, rückgängig gemacht.

### Zweiter Weltkrieg
In der Zeit vor dem Zweiten Weltkrieg erfuhr die United States Army ab 1933 eine umfassende Modernisierung auf allen Ebenen, da sie zum Teil noch in Schemata des Bürgerkrieges operierte. Im Zuge der wachsenden Anspannung in den USA hinsichtlich des „Krieges in Europa“ erteilte der US-Kongress im Februar 1941 die Weisung, die Army of the United States auszuheben, die im Gegensatz zur National Army neben der Regular Army und Freiwilligen auch die Reserve umfasste, was den amerikanischen Strategen zunächst neu erschien. Juristisch betrachtet blieben die vorherigen Einzelteile bestehen.
Nach dem Eintritt der Vereinigten Staaten in den Zweiten Weltkrieg im Dezember 1941 gehörte die militärische Eroberung der pazifischen Inseln im Zuge des Inselspringens in den Aufgabenbereich des US Marine Corps, während Heeressoldaten die Inseln sicherten. Die Soldaten der US Army kämpften vor allem in Europa, ab 1943 in Italien und ab 1944 in Frankreich. Der Oberkommandierende der alliierten Expeditionsstreitkräfte, Dwight D. Eisenhower, entstammte der Army. Von den ungefähr 291.000 getöteten Soldaten gehörten knapp 234.000 der Army an. Auf dem Höhepunkt ihres Personalstandes verzeichnete die Army of the United States über 8,3 Mio. angehörige Soldaten, einen nie wieder erreichten Wert.
Auch diesmal setzte die Army alle Dienstgrade auf den Vorkriegszustand zurück. Sie wurde darüber hinaus von einer Explosion ihres Sozialbudgets überrascht, da Veteranen nach ehrenhafter Entlassung viele Versorgungsansprüche geltend machen konnten. In Europa und Nordafrika verschaffte das Eingreifen des amerikanischen Heeres den alliierten Streitkräften endgültig das militärische Übergewicht, das zusammen mit dem Zusammenbruch der deutschen Ostfront den Sieg der Alliierten ermöglichte. Die Haltung der amerikanischen Bevölkerung zur Größe der Armee wandelte sich vor dem Hintergrund des sich anbahnenden Kalten Krieges sowie der negativ aufgenommenen Verbreitung des Kommunismus stark. Im Laufe des Krieges hatte die Abwicklung von Operationen und Logistik per Flugzeug rasant an Bedeutung gewonnen. Das Flugzeug ermöglichte eine bis dahin unmöglich gehaltene Anzahl an Luftlandeoperationen, beispielsweise in der Normandie oder in den Niederlanden. Aus dieser Zeit rührt die überdurchschnittliche Reputation der Luftlandeverbände des Heeres. Eine Folge des Krieges war die Ausgliederung großer Teile der Luftstreitkräfte des Heeres. Die Bedeutung des United States Army Air Corps nahm derart stark zu, dass die Bundesregierung sie 1947 in die Air Force auslagerte.

### Koreakrieg

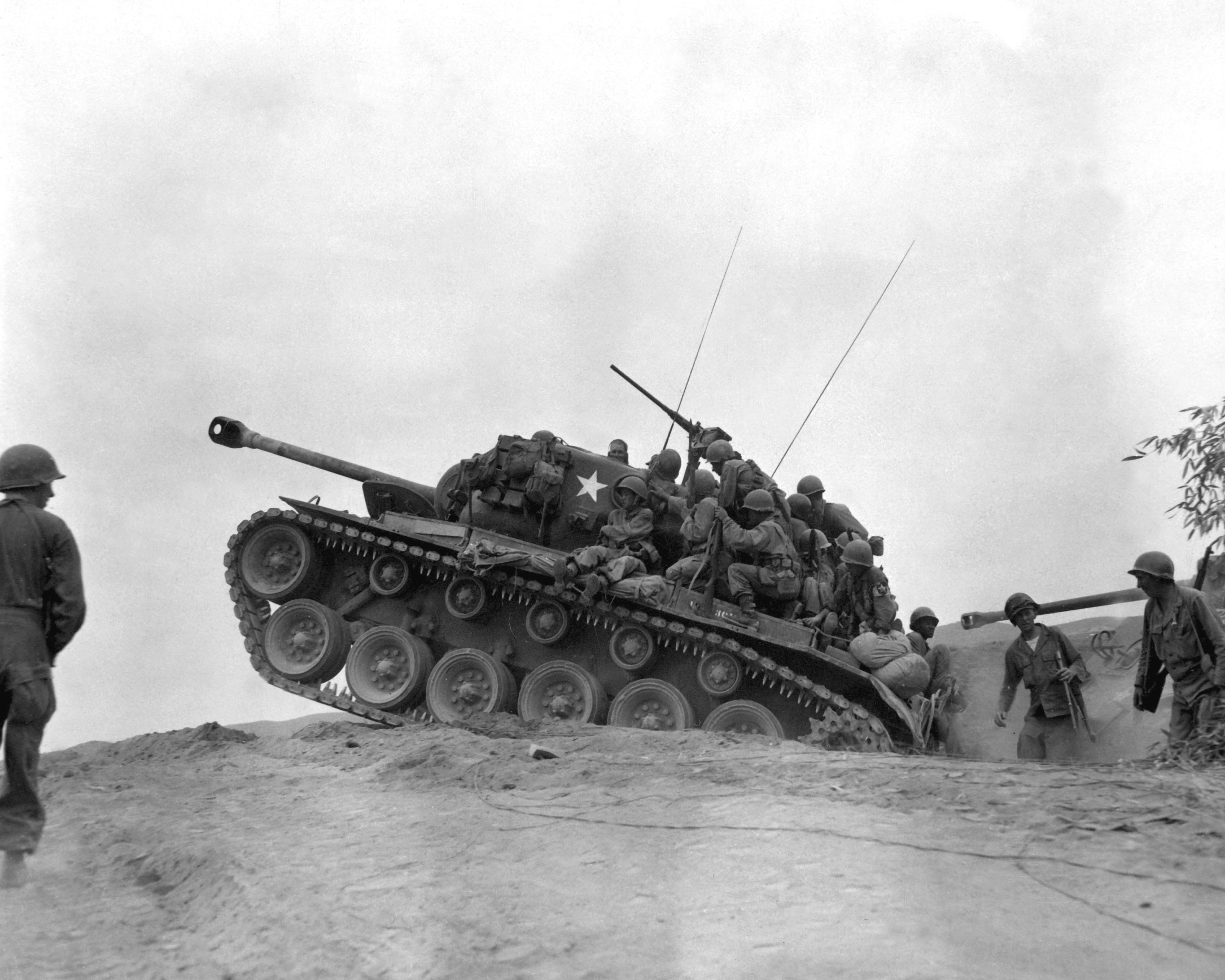
Ein M26 Pershing der Army im Einsatz bei Naktong.

Im Koreakrieg wurde abermals ein Massenheer aufgeboten, welches von 1950 bis 1953 in Korea im Rahmen einer militärischen Intervention der UN unter Führung der Vereinigten Staaten zugunsten des Südens zum Einsatz kam. Da die Demobilisierung des Massenheeres nach dem Zweiten Weltkrieg zu diesem Zeitpunkt weit fortgeschritten war, entwickelte sich die UN-Mission, die die Army anführte, für das Heer zunächst ungünstig. Nach anfänglichen Misserfolgen, bei der nur der massive Einsatz der Marines eine Katastrophe (Einschluss und Vernichtung großer Army-Kontingente) verhinderte, als sie die in Bedrängnis geratenen Army-Einheiten entsetzte, konnte die zuweilen sehr kritische Lage stabilisiert und die nordkoreanischen Truppen bis an die chinesische Grenze zurückgedrängt werden. Diese Umstände kosteten der Army einiges an Reputation in der amerikanischen Bevölkerung und verschärfte die ohnehin vorhandene Konkurrenzsituation zwischen den beiden Teilstreitkräften weiter. Durch das Eingreifen der Volksrepublik China in den Konflikt erhöhte sich die Anzahl der Opfer beim Heer bis zum Waffenstillstand auf 30.000 Soldaten, davon 27.000 im Kampf. In der Army hatten mehr als zwei Millionen Mann gedient.

### Vietnamkrieg
Bereits lange vor dem offiziellen Ausbruch des Vietnamkrieges 1964 waren Einheiten der Green Berets seit 1956 im Operationsgebiet als Militärberater aktiv. Als die Zahl der in Vietnam anwesenden Soldaten im Jahre 1963 die Marke von 16.000 überschritt, ließ sich der Anschein eines auf Beratung beschränkten Konflikts der Army nicht mehr aufrechterhalten, sodass der Krieg in Südostasien zu eskalieren begann. Die Intervention der USA in Vietnam entwickelte sich für die Army zu einem Debakel, da die überwiegend aus Wehrpflichtigen bestehenden Verbände in einen Kampfeinsatz geschickt wurden, dessen Legitimität immer stärkeren Zweifeln aus dem Inland ausgesetzt war, und der Vietcong sie mit Situationen konfrontierte, denen sie oftmals nicht gewachsen waren.
Der Kampf im Dschungel gegen einen gut trainierten und hochmotivierten Feind zeigte schnell Mängel in Einsatzkonzept, Ausbildung und Ausrüstung auf, da die Army allein auf das in vorangegangenen Kriegen erfolgreich angewandte Konzept der klassischen Großoperation mit massiver Feuerkraft dem der asymmetrischen Kriegführung vorzog. Erst im Laufe des Konfliktes begannen entsprechende Spezialeinheiten in größerem Stil mit den gleichen Taktiken wie der Vietcong parallel zu konventionellen Heeresverbänden zu operieren.

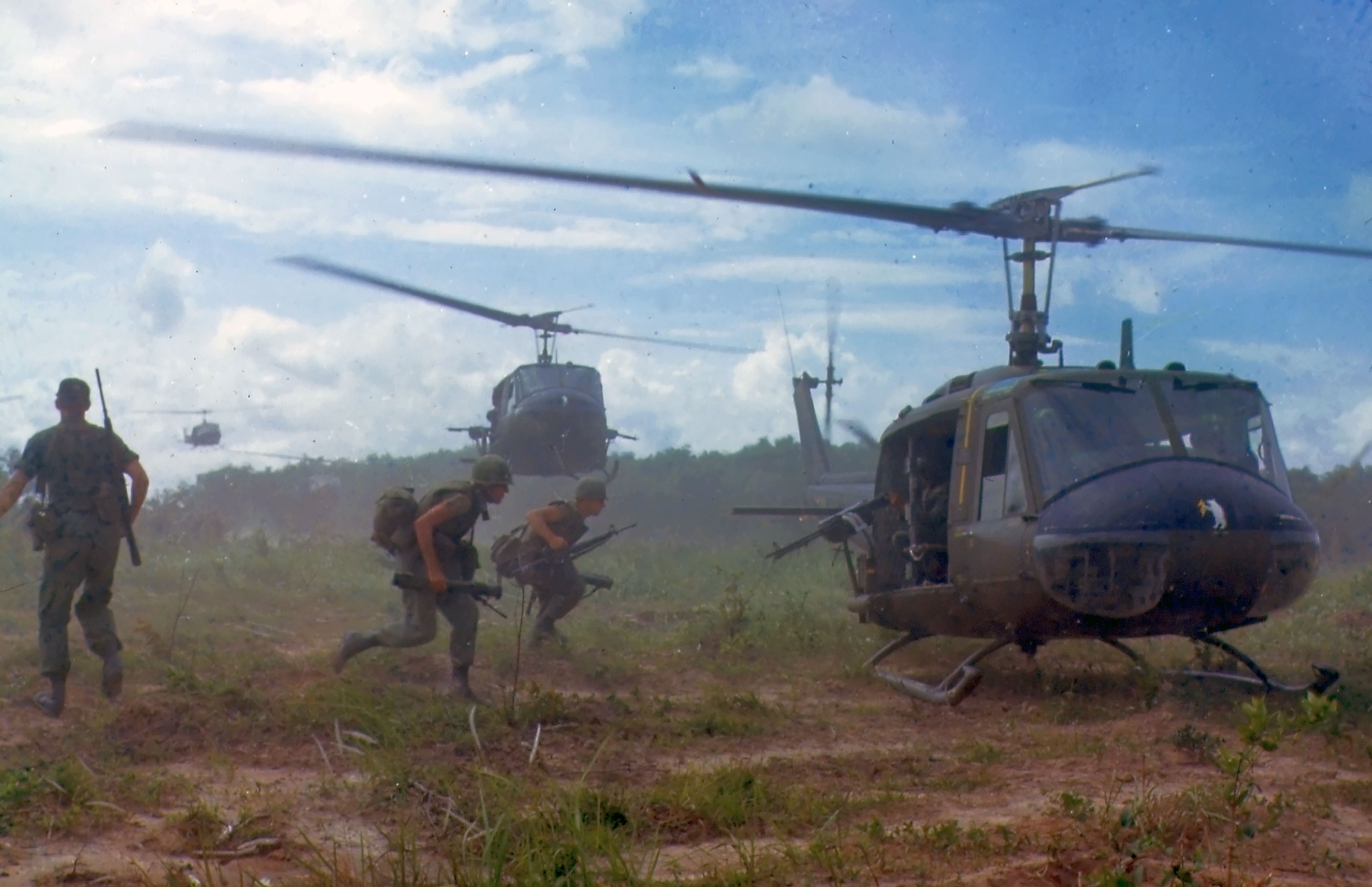
Das Konzept der Luftkavallerie zum Ein- und Ausfliegen von Soldaten (hier Mitglieder der 25. US-Infanteriedivision im Jahre 1966) kam erstmals während des Vietnamkriegs zum weitläufigen Einsatz.

Im Laufe des Konfliktes sammelte die US Army wertvolle Erfahrungen in der Guerillakriegführung, die die Ausbildung der Soldaten seither beeinflusst hat. Darüber hinaus trug die Taktik der FNL zur Gründung diverser amerikanischer Spezialeinheiten bei.
Trotz der lehrreichen Erfahrungen in Vietnam entwickelte sich der zehnjährige Konflikt zu einem großen Trauma, speziell für die stark infanteristisch geprägte Army. Auf Betreiben mehrerer Organisationen und Kampagnen, zu denen sich viele Soldaten zusammengeschlossen hatten, war die Politik genötigt, die außerdienstliche Betreuung für Soldaten auszubauen, was sie zunächst nur widerwillig umsetzte. Hauptaspekt war neben der Beendigung des Krieges die psychologische Betreuung der Soldaten während des Einsatzes und danach. Im Laufe der Zeit wurde mit diesen Einrichtungen im Sinne einer umfassenden Versorgung der Soldaten immer stärker geworben. Aus der Ära des Vietnamkrieges stammt die Neigung vieler Mitglieder der Army, sich als Opfer der Politik und als von der amerikanischen Gesellschaft missverstanden zu sehen.
Trotz aller Entschlossenheit bemängelte sogar das Offizierskorps die Kriegführung. Es stellte fest, dass die Wehrpflicht keineswegs vonnöten, sondern im Gegenteil eher hinderlich war, was sich im Zahlenverhältnis von einem Offizier zu drei Mannschaftsdienstgradsoldaten widerspiegelte. Die gestiegene, vor allem gegen die Infanterie gerichtete Aversion sorgte für einen stetigen Rückgang der jährlichen Rekrutierungszahlen, bis nach dem (erfolgreich geführten) Zweiten Golfkrieg eine gegenteilige Entwicklung einsetzte. Von den 58.000 amerikanischen Toten des Vietnamkrieges waren 31.000 Soldaten des Heeres im Kampf und 7.200 an anderen Ursachen gestorben.

### Zweiter Golfkrieg(Operation Desert Shield / Desert Storm)

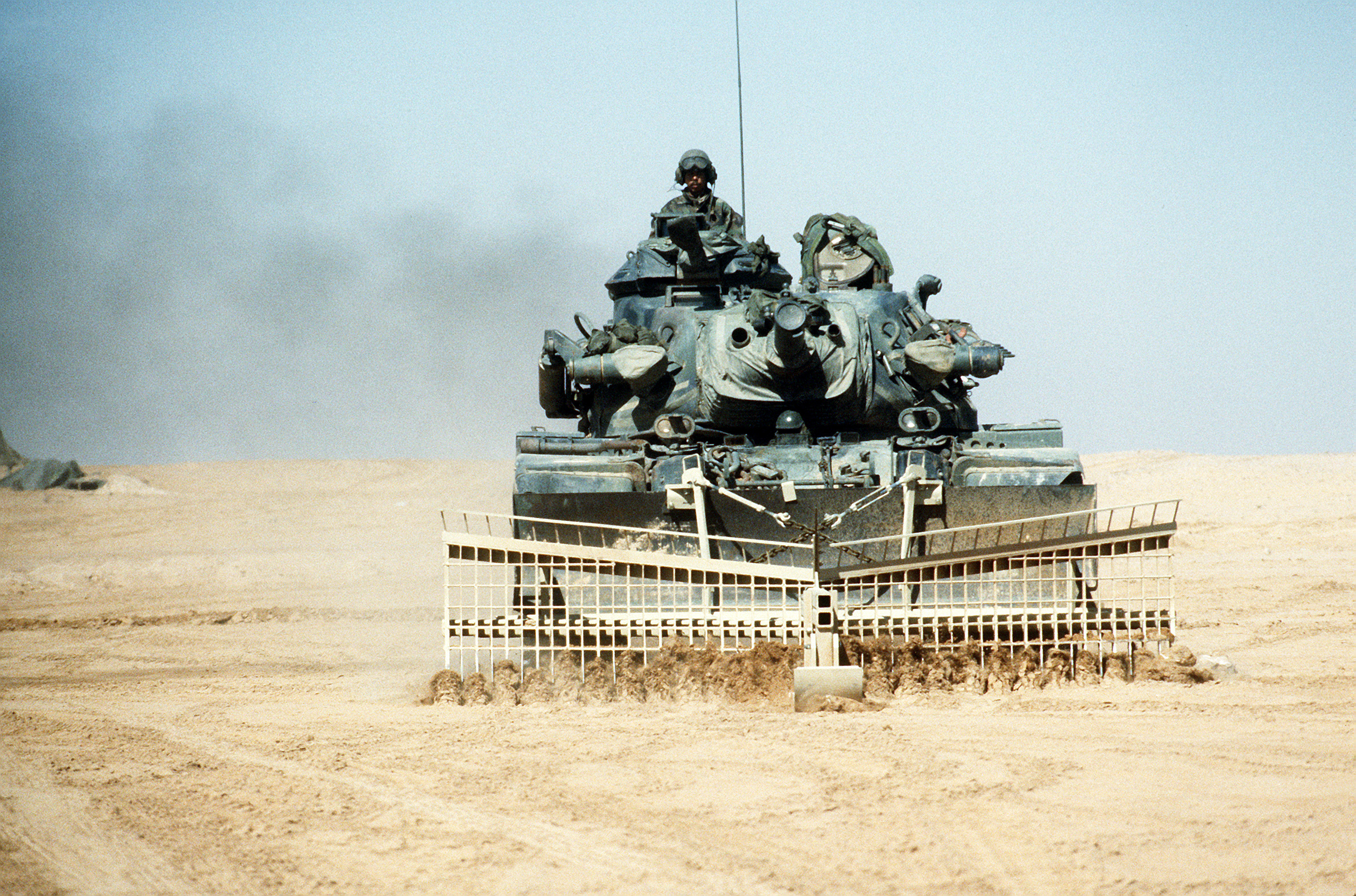
Pioniere entschärfen während des Zweiten Golfkriegs Minen mit einem M728.

Im Zweiten Golfkrieg hatte die Army die Aufgabe, in einer Koalition aus 500.000 Soldaten der insgesamt 30 teilnehmenden Nationen die irakischen Truppen ins eigene Land zurückzudrängen, während Marines das zuvor vom Irak überfallene Kuwait befreiten. Nach vier Tagen wurde der erfolgreiche Vorstoß der U.S. Army abgebrochen, weil das amerikanische Interesse an einem Sturz Saddam Husseins aufgrund sicherheitspolitischer Bedenken, wie z. B. das territoriale Auseinanderbrechen des Irak entlang der ethnischen Grenzen, schwand. 224 Soldaten der Army fielen während dieses Krieges. Während dieser Operation wurde erstmals das System der Network Centric Warfare angewandt, der digitalisierten Vernetzung und Führung aller Einheiten.

### Somalia
In Somalia sollten die beiden Army-Spezialeinheiten Rangers und Delta Force zusammen mit der 10. US-Gebirgsjägerdivision im Rahmen der Operation Restore Hope nach Abzug zweier Divisionen der US Marines die humanitären Aktionen der UNO überwachen. In der Schlacht von Mogadischu erreichten die Soldaten gegen eine schlecht ausgerüstete und ausgebildete zehnfache Übermacht von Clanmilizen ein blutiges Patt, bevor sie sich zurückziehen mussten. Nach dem Kampf und mittlerweile 31 Toten wuchs der politische Druck auf US-Präsident Clinton so stark an, dass er das amerikanische Engagement in Somalia endgültig abbrechen musste.

## 21. Jahrhundert

### Transformation der United States Army

Graphische Zusammenfassung des aktuellen Transformationskonzeptes

Nach dem Auseinanderbrechen der Sowjetunion und des Warschauer Paktes wurde der Militärhaushalt während der 1990er Jahre drastisch gekürzt. Nach dem 11. September 2001 hatte sich die Strategie des Verteidigungsministeriums der Vereinigten Staaten bereits von einfachen Kürzungen, Verschlankungen und Verkleinerungen hin zur so genannten „Transformation der US Army“ gewandelt. Diese Doktrin fokussiert eine Armee auf schnellen, effizienten Kampf, der eine Verlegung massiver Heereseinheiten, wie z. B. noch im Zweiten Golfkrieg, überflüssig macht.
Die Notwendigkeit einer neuen Art der Kriegführung sah das Pentagon durch die prognostizierte sicherheitspolitische Situation des 21. Jahrhunderts gegeben. Dabei seien vier Formen der kriegerischen Herausforderung abzudecken: traditionelle, d. h. zwischenstaatliche, unbekannte bzw. unregelmäßige, post-katastrophale sowie störende. Insgesamt sei eine Beruhigung der weltweiten Sicherheitslage nicht abzusehen.
Das daraus gefolgerte strategische Ziel wurde in der bezeichnenden Doktrin Relevant and Ready…Today and Tomorrow festgehalten: jederzeit so früh wie möglich eine ausreichend große militärische Macht aufbieten und so die Mission (siehe auch den gleichnamigen Abschnitt) der Army erfüllen zu können.
Die vier Grundpfeiler der aktuellen Transformation werden in den folgenden vier Faktoren gesehen:
1. Einsatzbereite Kampfkraft am Boden zur Unterstützung der Combatant Commanders
2. gut ausgebildete und ausgerüstete Soldaten – „um als Krieger unter anpassungsfähigen Vorgesetzten zu dienen“
3. Lebensstandard und Wohlergehen für alle Angehörigen der Army
4. eine Infrastruktur, die eine angemessene strategische Projektion bietet

Als Risikofaktoren für die Transformation werden ein allzu anpassungsfähiger Gegner, Unterfinanzierung, zu hohe Operationsgeschwindigkeiten sowie andere übermäßige Belastungen der Army insgesamt gesehen. Am Ende der Transformation, die 2007 abgeschlossen sein soll, soll sich die Planungsgrundlage von den zehn im Jahre 2006 noch existierenden Divisionen auf anvisierte 42–43 Brigaden verschoben haben. Faktisch sind erstere dann nicht mehr existent, ihre Wiedereinführung durch den modularen Aufbau ohne Weiteres möglich.

### Afghanistan
Als Reaktion auf den die Terroranschläge am 11. September 2001 griff eine US-geführte Koalition im Rahmen der Operation Enduring Freedom in Afghanistan ein, um die Taliban-Regierung zu stürzen. Daran beteiligt waren seitens der Army zumeist Spezialeinheiten, da größere Bodenoperationen afghanischen Verbündeten überlassen wurden. In der darauf folgenden Zeit mussten amerikanische Einheiten immer wieder Offensiven gegen Aufständische starten. Seit 2006 wurden die meisten Kontingente der Army aus der Operation Enduring Freedom ausgegliedert und der getrennten NATO-geführten ISAF-Mission unterstellt. In Afghanistan starben knapp 2.500 Army-Soldaten.

### Irakkrieg
Die oben beschriebene Doktrin wurde im Irakkrieg bei der Operation Iraqi Freedom erfolgreich erprobt. Die Anzahl der beteiligten Soldaten erreichte nur ein Viertel der Mannschaftsstärke von Desert Storm. Die verbliebenen Kräfte arbeiteten aufgrund der eingeführten Auftragstaktik und erheblich verbesserter Kommunikation besser zusammen als zuvor. Dabei verlor die Anzahl der Divisionen, namentlich vier, an Aussagekraft, da den sonst im internationalen Vergleich eher kleinen Divisionen der US-Armee die größtmögliche Anzahl von Truppen beigeordnet wurden. So genügte eine einzige Brigade, um Bagdad einzunehmen, bis weitere zur Sicherung eintrafen.
Die politische Stabilisierung des Landes bereitet der US Army weit größere Probleme, was ihre mehr als 4000 Verluste (Stand: April 2008) nach dem Ende der offiziellen Kampfhandlung gegenüber knapp 60 Toten währenddessen anzeigt. Bemängelt wird vor allem die mangelhafte Kenntnis der arabischen Kultur sowie die ungenügende Ausbildung für Friedensmissionen.

## Kriegsverbrechen

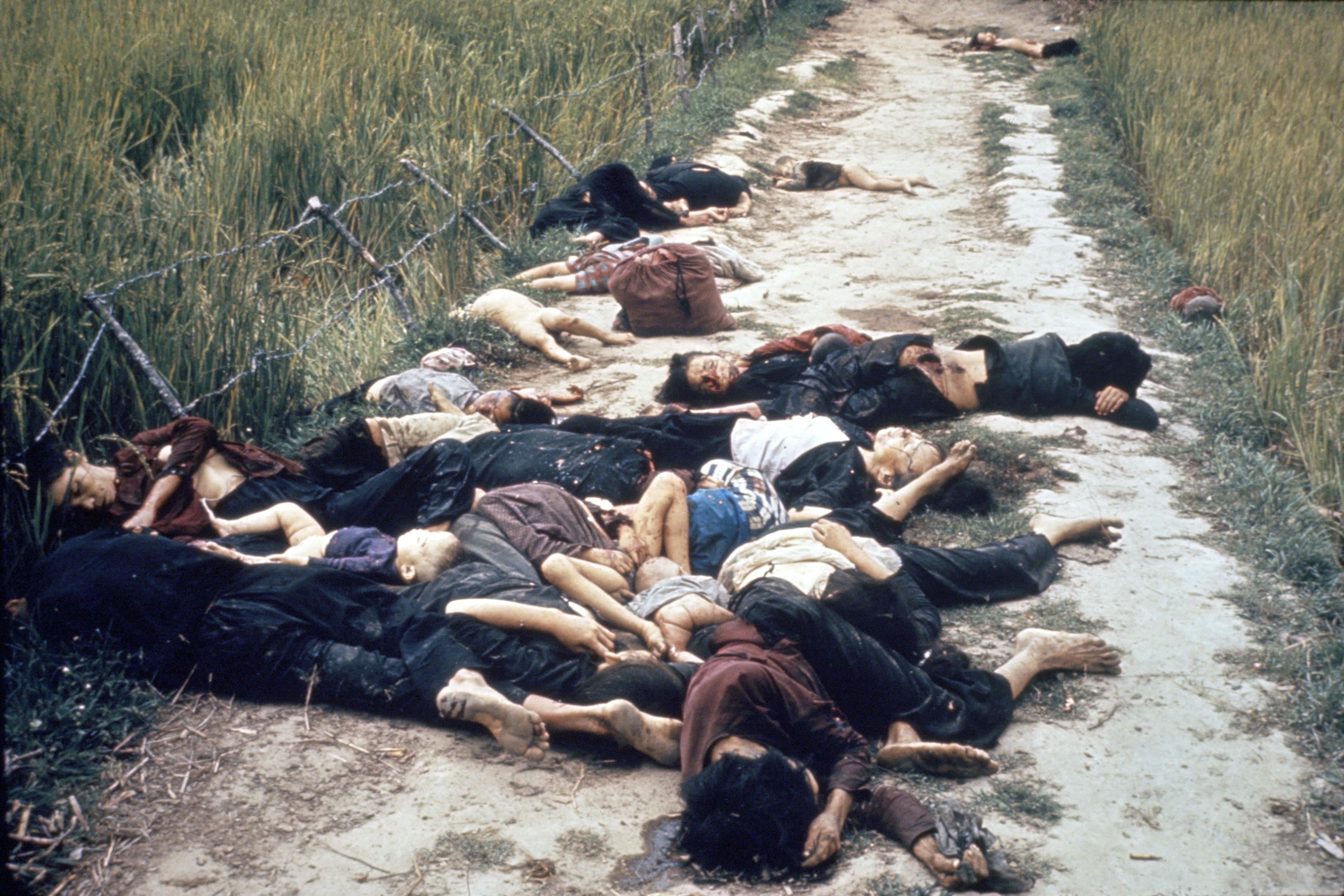
Army-Soldaten erschossen mit 503 Personen fast die ganze Bevölkerung des Dorfes Son My, international als My Lai bekannt.

Soldaten der US Army haben in mehreren Kriegen Kriegsverbrechen begangen. Das aufsehenerregendste Kriegsverbrechen des Vietnamkrieges war das Massaker von My Lai. Während des dritten Irak-Krieges wurde der Abu-Ghuraib-Skandal bekannt. In Afghanistan wurden Soldaten der Exekution ganzer Gefangenengruppen beschuldigt. In einem weiteren Fall sollen Soldaten das Verdursten einer Gruppe gefangen genommener Taliban in einem verriegelten Lkw-Container zu verantworten haben. Im September 2006 wurden weitere Vorwürfe laut: Die LA Times hatte zusammen mit der Nichtregierungsorganisation Crimes of War Project recherchiert, dass 10 Mitglieder einer Special Forces-Einheit der Nationalgarde von Alabama auf ihrem Stützpunkt Gardez in Afghanistan im Frühjahr 2003 mehrere Personen gefoltert, davon einige zu Tode, und daran anschließend eventuelle Aussagen abgestimmt haben sollen.
Auch aus dem Zweiten Weltkrieg sind einige Kriegsverbrechen der Army bekannt. Angehörige der 45th Infantry Division erschossen z. B. 1943 auf Sizilien deutsche und italienische Kriegsgefangene. Im Philippinisch-Amerikanischen Krieg und Moro-Amerikanischen Krieg begingen die amerikanischen Truppen zahlreiche Kriegsverbrechen. Es kam zu systematischem Einsatz von Folter, Geisel und Gefangenenerschießungen, Ermordung von Zivilisten und der Entvölkerung ganzer Landstriche.